# Белослудцева, Лариса Владимировна
Лариса Владимировна Белослудцева (13 мая 1990, Ижевск) — российская биатлонистка, призёр чемпионата России. Мастер спорта России (2012).

## Биография
Выступала за Республику Удмуртия, представляла СДЮСШОР г. Ижевска (также представляла Кезский район). Тренер — Хазеев Наиль Галинурович.
На чемпионате России 2012 года стала двукратным бронзовым призёром в командной гонке и гонке патрулей в составе сборной команды Удмуртии и Башкортостана.
Завершила спортивную карьеру в середине 2010-х годов. После окончания карьеры работает судебным приставом в г. Ижевске.
Окончила Удмуртский государственный университет.